# Matinecock
Matinecock est un village du comté de Nassau, dans l'État de New York, aux États-Unis,. En 2010, il comptait une population de 810 habitants.

## Histoire
Matinecock a éré incorporé en tant que village le 2 avril 1928.
Le village doit son nom à la nation Montauk, qui habitait une grande partie de la région. « Matinecock » se traduit approximativement par « le pays des collines » et était le nom de la nation Matinecock pour une grande partie de la région.

## Démographie
Lors du recensement de 2010, le village comptait une population de 810 habitants. Elle est estimée, en 2019, à 833 habitants.